# Герра, Гарсия
Гарсия Герра (исп. García Guerra; 1547, Фромиста, провинция Паленсия, Испания — 22 февраля 1612, Мехико, Новая Испания) —  прелат Римско-католической церкви, член Ордена проповедников, 6-й архиепископ Мехико, 12-й вице-король Новой Испании.

## Биография
Родился около 1547 года во Фромисте. Стал членом ордена проповедников в монастыре Святого Павла во Вальядолиде, в Испании, где дослужился до места настоятеля провинции ордена. В 1607 году король Филипп III назначил его архиепископом Мехико.
В 1611 году вице-король Луис де Веласко-и-Кастилья, маркиз де Салинас получил из метрополии предписание вернуться в Испанию и возглавить Совет Индий. Гарсия Гуэрра был назначен исполняющим обязанности вице-короля до назначения другого кандидата. Луис де Веласко-и-Кастилья оставался во главе правительства вице-королевства до фактического убытия из колонии. Он покинул Мехико 10 июня 1611 года, и архиепископ отправился в предместье Такубайя, где ждал известие о его отбытии из порта города Веракрус.
Эта новость была получена 18 июня 1611 года. На следующий день Гарсия Гуэрра торжественно въехал в столицу Новой Испании в сопровождении городских советников, членов королевской аудиенсии и трибуналов, королевских чиновников, благородных и богатейших жителей колонии. Процессия остановилась сначала в соборе, где состоялось торжественное пение молитвы «Тебя, Бога, хвалим». Затем процессия направилась во дворец вице-короля, где архиепископ официально вступил в должность.
Работал над улучшением дренажной системы Мехико. По его поручению, известный математик Ильдефонсо Ариас подготовил доклад, рассматривавший возможности преобразований в этой сфере. Пытался наладить безопасную связь колонии с метрополией. 
Также пытался восстановить право собственности на землю коренных жителей колонии, которая у них была отобрана. Однако, из-за короткого пребывания в должности и сильной оппозиции со стороны энкомьендистов и латифундистов, проект успеха не имел.
20 августа 1611 года в Мехико произошло сильное землетрясение, причинившее городу большой ущерб. На вице-короля легли работы по восстановлению повреждённых зданий.
Умер 22 февраля 1612 года от травм, полученных им в результате несчастного случая. Торжественно похоронен в крипте собора Мехико. После его смерти, обязанности вице-короля исполняла королевская аудиенсия. 